# Ткачук, Михаил Анатольевич
Михаи́л Анато́льевич Ткачу́к (17 декабря 1971) — молдавский и украинский футболист, нападающий. Выступал в высших дивизионах Молдавии и России.

## Биография
Воспитанник футбольной школы одесского «Черноморца», за основной состав которого не сыграл ни одного матча. В первой половине 1990-х годов выступал за любительские команды Одессы.
В 1993 году Михаил Ткачук перебрался в Молдавию и получил её гражданство, выступал за тираспольский «Тилигул», стал серебряным призёром чемпионата Молдавии 1993/94. Следующие полтора сезона провёл в клубе «Нистру» из Чобручи, параллельно играл в любительском чемпионате Одесской области.
Весной 1996 года Михаил Ткачук перешёл в российский «КАМАЗ-Чаллы», первый матч в Высшей лиге сыграл 23 марта 1996 года, выйдя на замену в игре с «Балтикой» (0:0). Всего в Высшей лиге России он сыграл 2 матча.
Следующий сезон Ткачук провёл во втором дивизионе России в составе новотроицкой «Носты». В 1998 году он вернулся в Молдавию и выступал за «Олимпию» (Бельцы). Последние годы своей карьеры Ткачук провёл в одесских любительских командах, дважды — в сезонах 1999/00 и 2000/01 становился лучшим бомбардиром чемпионата города.